# Hindú Club
Lo Hindú Club è una società polisportiva argentina di Don Torcuato, nel dipartimento di Tigre della Grande Buenos Aires.
È attivo in varie discipline, tra cui hockey su prato, tennis e calcio ma, a livello nazionale, è più noto per il rugby, il cui campionato provinciale di Buenos Aires ha vinto, a tutto il 2009, 6 volte di cui 4 consecutive; vanta anche 5 vittorie nel Nacional de Clubes.
Fondato nel 1919, il club gioca con una classica tenuta di colore giallo e celeste.

## Storia
Il club nacque nel 1919 per iniziativa di un gruppo di studenti del collegio La Salle di Buenos Aires: a fine anno (che in Argentina coincide anche con il fine anno scolastico) l'istituto era uso organizzare un'opera teatrale; un gruppo di allievi del collegio, che si diede il nome di Hindustánicos (dal momento che la rappresentazione teatrale era di ambientazione indiana), ebbero l'idea di formare un club sportivo al quale diedero il nome con il quale erano conosciuti come gruppo, dando così vita all'Hindú Club.
La prima disciplina che il club iniziò a praticare, negli impianti della sede di calle Pedro Echagüe, fu la pallacanestro; nel 1935, per iniziativa di Francisco Borgonovo, che impegnò 83 ettari di terreno di sua proprietà a Don Torcuato, nel dipartimento di Tigre, allo scopo di costruirvi un terreno di gioco più vasto, e altri sport si aggiunsero alla pallacanestro: calcio, tennis, golf e anche rugby.
In quest'ultima disciplina il club ha vinto 6 campionati dell'unione provinciale rugbistica di Buenos Aires (URBA), 4 dei quali consecutivi, dal 2006 al 2009; inoltre ha vinto 5 edizioni del Nacional de Clubes, il torneo argentino riservato ai campioni delle federazioni provinciali.

## Colori sociali e simboli
I colori sociali del club sono celeste e giallo; le tenute di gioco prevedono una maglia a strisce orizzontali alternate con tali due colori, pantaloncini bianchi e calzettoni gialli, talora a strisce orizzontali giallocelesti; la tenuta alternativa più recente differisce solo per la maglia, bianca, con due bande laterali gialle e azzurre, che vanno dal colletto fino all'attaccatura della manica all'ascella.
Il simbolo del club è di forma circolare: una lettera H giallo-oro al centro di un cerchio il cui bordo, anch'esso dorato, è interrotto, come a formare una C; le due lettere sono l'acronimo del club e il tutto si trova su uno sfondo blu scuro.

## Giocatori di rilievo
Diversi giocatori del club hanno vestito la maglia della Nazionale argentina, partecipando anche, in tempi più recenti, alle varie edizioni della Coppa del Mondo; tra i giocatori internazionali di ultima generazione si segnalano il capitano Nicolás Fernández Miranda, suo fratello Juan de la Cruz ed Hernán Senillosa.
Menzione particolare merita Patricio Noriega: questi è l'unico giocatore argentino ad avere vinto una Coppa del mondo, ma con la maglia dell'Australia: vanta infatti 49 presenze internazionali, 25 delle quali con i Pumas e 24 con gli Wallabies.
- Horacio Agulla
- Juan Fernández Miranda
- Nicolás Fernández Miranda
- Patricio Noriega
- Lucas Ostiglia
- Gonzalo Quesada
- Martín Scelzo
- Hernán Senillosa
- Belisario Agulla
- Joaquin Díaz Bonilla
- Bautista Ezcurra
- Felipe Ezcurra

## Palmarès
- Campionati URBA: 10
1996, 1998, 2006, 2007, 2008, 2009, 2012, 2014, 2015, 2017
- Nacional de Clubes: 8
1996, 2001, 2003, 2005, 2010, 2015, 2016, 2017